# Gama aeneovaria
Gama aeneovaria är en skalbaggsart som beskrevs av Moser 1918. Gama aeneovaria ingår i släktet Gama och familjen Melolonthidae. Inga underarter finns listade i Catalogue of Life.